# Claudius Sieber-Lehmann

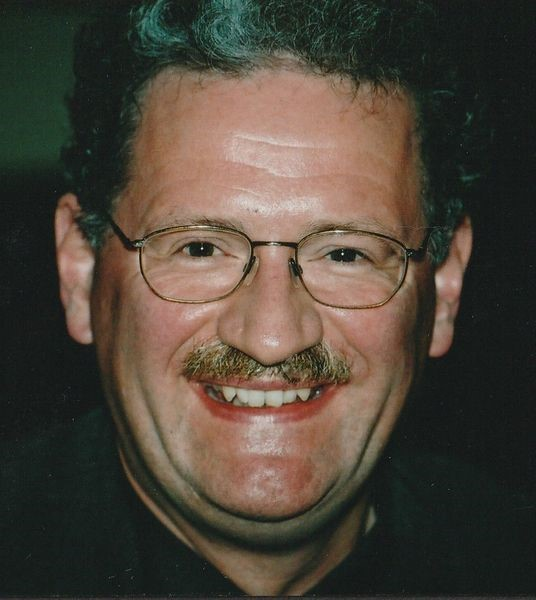
Claudius Sieber-Lehmann im Jahr 2003, aufgenommen von Werner Maleczek auf einer Reichenau-Tagung des Konstanzer Arbeitskreises für mittelalterliche Geschichte

Claudius Sieber-Lehmann (* 19. August 1956) ist ein Schweizer Historiker.

## Leben
Claudius Sieber studierte Altphilologie, Deutsch und Geschichte an der Universität Basel. 1992 promovierte er ebendort in Geschichte mit der Dissertation Spätmittelalterlicher Nationalismus. Die Burgunderkriege am Oberrhein und in der Eidgenossenschaft. Seit seiner Habilitation 2003 zum Thema «Das eidgenössische Basel. Eine Fallstudie zur Konstruktion herrschaftlich-politischer Grenzen in der Vormoderne» an der Universität Basel wirkt er dort als Privatdozent für Allgemeine Geschichte des Mittelalters und Schweizer Geschichte; 2021 wurde er von der Universität Basel zum Titularprofessor ernannt. 2012 war Sieber-Lehmann Honorary Fellow am Historischen Kolleg in München.
Daneben nahm er befristete Lehraufträge an den Universitäten Luzern und Zürich wahr. Seit 1995 war er auch als Lehrer (Teilzeit) am Gymnasium Liestal tätig. Seine Forschungsschwerpunkte liegen in der Geschichte des Hoch- und Spätmittelalters mit Schwerpunkt Schweizer Geschichte.

## Schriften (Auswahl)
- Spätmittelalterlicher Nationalismus. Die Burgunderkriege am Oberrhein und in der Eidgenossenschaft (= Veröffentlichungen des Max-Planck-Instituts für Geschichte. 116). Vandenhoeck & Ruprecht, Göttingen 1995, ISBN 3-525-35430-4 (Zugleich: Basel, Universität, Dissertation, 1995).
- als Herausgeber mit Thomas Wilhelmi, Christian Bertin: In Helvetios – Wider die Kuhschweizer. Fremd- und Feindbilder von den Schweizern in antieidgenössischen Texten aus der Zeit von 1386 bis 1532 (= Schweizer Texte. Neue Folge, Band 13). Haupt, Bern u. a. 1998, ISBN 3-258-05785-0.
- mit Erwin Bezler: Der Basler Bundesbrief vom 9. Juni 1501. Ewiges Bündnis der Eidgenossenschaft der X Orte mit Basel. Luzern, 9. Juni 1501. Originaltext und Übersetzung in die heutige Sprache. Staatskanzlei, Basel 2001.
- als Herausgeber mit Wolfgang Kaiser, Christian Windler: Eidgenössische „Grenzfälle“: Mülhausen und Genf. = En marge de la confédération: Mulhouse et Genève (= Basler Beiträge zur Geschichtswissenschaft. 172). Schwabe, Basel 2001, ISBN 3-7965-1432-4.
- mit Éliane Michelon, Odile Kammerer: «Voisinage fidèle, amour et amitié». Le traité d’alliance entre Bâle et Mulhouse du 5 juin 1506. = «Trüw nachpurschafft, lieb und fruntschafft». Der Bündnisvertrag zwischen Basel und Mülhausen vom 5. Juni 1506. Avec le texte original du traité et une traduction française. In: Cinqcentième anniversaire du Traité d’alliance entre Mulhouse et Bâle, 5 juin 1506. = Fünfhundertjahrfeier des Bündnisvertrages zwischen Mülhausen und Basel, 5. Juni 1506. Ville de Mulhouse u. a., Mulhouse u. a. 2006, S. 7–14.
- mit Hans Berner, Hermann Wichers: Kleine Geschichte der Stadt Basel. DRW, Leinfelden-Echterdingen 2008, ISBN 978-3-87181-717-5 (2. Auflage. Braun, Karlsruhe 2012, ISBN 978-3-7650-8638-0).
- mit Andreas K. Heyne, Elena S. Pini: Unsere Universität. Der Comic zur Gründung der Universität Basel 1460. Herausgegeben von der Universität Basel. Reinhardt, Basel 2009, ISBN 978-3-7245-1611-8.
- mit Walter Hochreiter, Eva Gschwind, André Salvisberg, Dominik Sieber: Drinnen. Draussen. Dabei. Die Geschichte der Stadt Rheinfelden. Herausgegeben von der Stadt Rheinfelden. Ubstadt-Weiher u. a., Heidelberg u. a 2014, ISBN 978-3-89735-800-3.